# Hana Blažíková
Hana Blažíková (* 2. prosince 1980 v Praze) je česká sopranistka a harfenistka. Specializuje se zejména na středověkou, renesanční a barokní hudbu.

## Životopis

### Studium
Hana Blažíková se narodila v Praze, kde absolvovala Karlovu univerzitu v oborech hudba a filosofie. V roce 2002 také úspěšně zakončila studium zpěvu u Jiřího Kotouče na Pražské konzervatoři. Posléze absolvovala hodiny zpěvu u Poppy Holden, nizozemského pěvce Petera Kooije, Moniky Mauch či Howarda Crooka.
Blažíková ovládá také hru na středověkou harfu (keltská harfa) a na basovou kytaru.

### Hudební kariéra
Hana Blažíková již řadu let úspěšně vystupuje v Česku a na mnoha místech v zahraničí. Kromě klasické hudby hraje na basovou kytaru v rockové kapele Stillknox.
V oboru barokní hudby spolupracuje Blažíková s následujícími orchestry a formacemi:
- Collegium Vocale, Gent (vedoucí: Philippe Herreweghe)
- Bach Collegium, Japonsko (vedoucí: Masaaki Suzuki)
- vokální soubor Sette Voci (vedoucí: Peter Kooij)
- Collegium 1704, Praha (vedoucí: Václav Luks)
- Collegium Marianum, Praha (vedoucí: Jana Semerádová)
- soubor Gli Angeli, Ženeva (vedoucí: Stephan MacLeod)
- soubor L’Armonia Sonora (vedoucí: Mieneke van der Velden)
- Musica Florea, Praha (vedoucí: Marek Štryncl)
- Capella Regia, Praha (vedoucí: Robert Hugo)
- orchestr divadla Teatro La Fenice, Benátky (vedoucí: Jean Tubéry)
- sbor a orchestr J. S. Bach-Stiftung (vedoucí: Rudolf Lutz)

Kromě toho je členkou výlučně ženské české formace Tiburtina-Ensemble, která byla založena v roce 2008 a věnuje se středověké a barokní hudbě. Vedoucí tohoto tělesa je sopranistka a harfenistka Barbora Kabátková.
V roce 2017 vystoupila Hana Blažíková poprvé na prestižním Salcburském festivalu (Salzburger Festspiele), a sice v sérii tří oper italského barokního skladatele Claudia Monteverdiho L’Orfeo, Il ritorno d’Ulisse in patria a L’incoronazione di Poppea. Orchestr English Baroque Soloists a sbor Monteverdi Choir řídil britský dirigent Sir John Eliot Gardiner. Monteverdiho opera Orfeus (plným originálním názvem L'Orfeo, favola in musica) je považována za vůbec nejstarší dochovanou operu. Byla zkomponována pro karneval v Mantově a poprvé uvedena 22. února 1607.
Dne 29. července 2017 vysílala německo-rakousko-švýcarská televizní stanice 3sat záznam Monteverdiho opery L'Orfeo z divadla Teatro La Fenice v Benátkách pod řízením Johna Eliota Gardinera, ve které účinkovala Hana Blažíková v hlavní ženské roli Eurydiky. Jejím partnerem jako Orfeo byl polský tenorista Krystian Adam Krzeszowiak. Blažíková se chvílemi při zpěvu sama doprovázela hrou na středověkou harfu.